# ز مثل زکریا (فیلم)
ز مثل زکریا (به انگلیسی: Z for Zachariah) فیلمی علمی تخیلی و درام به کارگردانی کراگ زوبل و با بازی مارگو رابی، چیویتل اجیوفور و کریس پاین محصول سال ۲۰۱۵ کشور ایالات متحده و برگرفته از رمانی با همین نام اثر روبرت سی. اوبراین است. با وجود نقدهای مثبتی که بر این فیلم بوده علی‌الخصوص بازی مارگو رابی، اما فروش این فیلم بسیار پایین بوده‌است. داستان این فیلم در مورد جهانی است که پس از جنگ هسته ای به‌طور کامل نابود شده و تنها دختری با نام آن بوردن که در یک مزرعه زندگی می‌کند توانسته به دلیل موقعیت مکانی مزرعه اش در امنیت به سر ببرد و از بین نرود. او تصور می‌کند که تنها آدم باقی مانده از زمین است اما متوجه می‌شود افراد دیگری نیز زنده اند.